# 1263 Varsavia
1263 Varsavia eller 1933 FF är en asteroid i huvudbältet som upptäcktes den 23 mars 1933 av den belgiske astronomen Sylvain Arend i Uccle. Den har fått sitt namn efter det latinska namnet på Polens huvudstad Warszawa.
Asteroiden har en diameter på ungefär 49 kilometer.